# Hoedoed
Hoedoed (Arabisch: حد hadd (grens), meervoud حدود hudūd) is binnen het islamitisch recht de term voor het geheel van overtredingen die in de Koran worden genoemd en die binnen de islam als zeer ernstig wordt beschouwd, omdat ze tegen Gods wil in zouden gaan. Het is echter niet zo dat regels die in de Koran staan direct en in hun uiterlijk duidelijke betekenis direct als bindend gelden voor moslims; alleen de volgens fikhgeleerden opgestelde interpretaties hebben rechtsgeldigheid. Een overlevering van Mohammed luidt als volgt: Vermijd hoedoedstraffen wanneer er ook maar enige twijfel bestaat. Bij de toepassing van dergelijke straffen geldt een groot aantal beperkingen.
Het betreft:
- Het drinken van (dadel-)wijn, vaak in de islamitische jurisprudentie geïnterpreteerd als alcohol (sharb al-khamr, شرب الخمر);
- Diefstal (sariqa, السرقة);
- Roof (qat' al-tariq, قطع الطريق);
- Ongeoorloofde seksuele betrekkingen (zina', الزناء);
- Valse beschuldiging betreffende zina' (qadhf, القذف).

Daarnaast worden soms ook de volgende overtredingen tot de hoedoedbestraffingen gerekend:
- Afvalligheid (ridda, ردة);
- Blasfemie (tajdîf), doorgaans ook omvattende de belediging van de profeten.[5]

## Sharb al-kamr
Hoewel in de Koran geen expliciet verbod op alcohol staat, worden bepaalde ayaat door tafsir zo geïnterpreteerd. Het in de Koran verboden gamr (خمر, een soort dadelwijn) werd geleidelijk ingevoerd.
Soera De Bijen 67:
En van de vruchten der dadelpalmen en wijnstokken maakt gij een bedwelmende drank en een goed voedsel. Voorwaar, daarin is een teken voor een volk dat zijn verstand gebruikt.
Soera De Koe 219:
Zij vragen u omtrent wijn en kansspel. Zeg: "In beide is grote zonde en ook enige nuttigheid voor de mensen, maar de zonde is groter dan het nut." (...)
Soera De Vrouwen 43:
O, gij die gelooft, komt niet tot de salat als gij dronken zijt; totdat gij weet wat gij zegt (...)
Soera De Tafel 90:
O gij die gelooft, de wijn, het kansspel en afgoden en toverpijlen zijn niet anders dan gruwelen van satans makelarij. Vermijdt ze dus, opdat gij voorspoedig moogt zijn.
Een vastgestelde straf wordt niet vermeld. Uit Ahadith wordt echter overgeleverd dat het zou gaan om veertig tot tachtig zweepslagen. Een middeleeuws sjafistisch fikhboek stelt de volgende voorwaarden: de overtreder moet drinken, de puberteit bereikt hebben, gezond zijn, moslim zijn, het vrijwillig doen en weten dat het verboden is. Indien de gestrafte overlijdt door zijn bestraffing, wordt de familie schadeloos gesteld.

## Sariqa
De Koran stelt in soera De Tafel 38-39 het volgende betreffende diefstal:
En snijdt de dief en de dievegge de hand af tot vergelding, als straf voor wat zij misdeden, een voorbeeldige straf van God. God is almachtig en alwijs. Maar wie tot inkeer komt na zijn overtreding en zich betert, tot die wendt God Zich weer in barmhartigheid tot hem wenden; voorwaar, God is Vergevensgezind, Genadevol.
Tafsir is niet eenduidig over de bedoeling. Volgens een Hadith liet Mohammed de straf eerst voltrekken, voordat het berouw van een dief, in dit geval een dievegge, geaccepteerd moet worden. Rashad Khalifa vergeleek in de 20e eeuw de aya met soera Jozef 31 en gaat ervan uit dat het niet om afsnijden, maar om inkerven gaat. Yusuf Ali en verschillende anderen gaan ervan uit dat een kleine diefstal niet onmiddellijk bestraft dient te worden. Verschillende modernistische moslims zijn eveneens van mening dat in een maatschappij waar hongerigen lijden van onrecht en uitbuiting de straf niet uitgevoerd mag worden

## Qat' al-tariq
De Koran stelt in soera De Tafel 33-34 het volgende betreffende roof:
De vergelding van hen die God en Zijn boodschappers bestrijden en er naar streven wanorde in het land te scheppen, is slechts dat zij gedood of gekruisigd worden, of dat hun handen en hun voeten de ene rechts en de andere links, worden afgekapt, of dat zij het land verbannen worden. Dat zal voor hen een vernedering in deze wereld zijn en in het latere leven zullen zij een ontzaglijke straf ontvangen. Behalve zij die berouw tonen, voordat gij hen in uw macht hebt. Weet dan dat God vergevensgezind en genadevol is.
Op roof staat als bestraffing onthoofding als het gaat om een moord of een staatsgreep, in andere gevallen worden een hand of een voet afgehakt. Het verschil tussen diefstal en roverij is dat roverij openlijk plaatsvindt in tegenstelling tot een diefstal die in het verborgene gebeurt. De genoemde wanorde zou volgens sommige bronnen tijdens de Iraanse Revolutie ruim en losjes geïnterpreteerd zijn.

## Zina'
De Koran stelt in soera Het Licht 2 het volgende betreffende ongeoorloofde seksuele betrekkingen:
De ontuchtige vrouw en de ontuchtige man, geselt beiden met honderd slagen. En laat medelijden met hen u van de gehoorzaamheid aan God niet afhouden indien gij in God en de Laatste Dag gelooft. En laat een aantal gelovigen getuige zijn van hun bestraffing.
Op de betreffende aya is naskh van toepassing. Ondanks dat het lijkt alsof de vastgestelde straf geseling betreft, wordt vanuit de traditie (Leviticus 20:10 en Deuteronomium 22:22-27) steniging voorgeschreven voor gehuwden; geseling zou alleen betrekking hebben om ongehuwden. In de praktijk wordt de straf nauwelijks ten uitvoer gebracht vanwege de strenge eisen aan de procedure. Ook islam en homoseksualiteit worden vaak in verband gebracht met zina’.
Ontucht kan, indien de schuldige niet vrijwillig een bekentenis aflegt, volgens de islamitische wet zoals gesteld in de Koran, alleen bewezen worden als vier mannelijke getuigen, die aan alle wettelijke eisen moeten voldoen, de beschuldiging bevestigen. Omdat van de getuigen verwacht wordt een getuigenis tot in de kleinste details af te leggen is toepassing van de hoedoed wegens ontucht feitelijk bijna onmogelijk, tenzij de schuldige zelf bereid is een belastende verklaring tegen zichzelf af te leggen. Minderjarigen en geestelijk gehandicapten worden slechts door de rechter berispt.

## Qadhf (قذف)
De Koran stelt in soera Het Licht 4-5 het volgende betreffende valse beschuldigen ongeoorloofde over zina’:
En zij die eerbare vrouwen beschuldigen en geen vier getuigen brengen, geselt hen met tachtig slagen en aanvaardt hun getuigenis nooit meer, want zij zijn overtreders. Met uitzondering van hen die daarna berouw tonen en zich verbeteren; waarlijk, God is vergevensgezind en genadevol.
Deze overtreding wordt gezien als bijna even ernstig als zina’. Indien een echtgenoot of echtgenote de ontdekking van zina’ doet, dan kan deze onder ede getuigen en een vervloeking over zich afroepen, waarna de getuigenis voor vier wordt aangenomen op basis van soera Het Licht 6-7. De openbaring aan Mohammed met het aantal getuigen wordt volgens de tafsir geplaatst in de tijd dat Aïsja beschuldigd werd van zina’.

## Ridda
Volgens het merendeel van de islamitische fikhgeleerden en theologen verdient een moslim die van het geloof afvalt de doodstraf, maar men verschilt van mening of dit gepleegde feit wel voldoende is om een oordeel te vellen en uit te voeren.